# Яремовка (станция)
Яремовка — станция Донецкой железной дороги на участке Змиёв — Лиман. Находится в селе Студенок Изюмского района Харьковской области.

## История
Станция Яремовка названа по имени расположенного в данной местности села Яремовка .
Остановочный пункт поездов местного следования.